# Storm Thorgerson
Storm Elvin Thorgerson (Potters Bar, Middlesex, 1944. február 28. – 2013. április 18.) angol grafikus. A Hipgnosis brit grafikus művészcsoport megalapítója és kulcsembere, számos híres album és kislemez borítójának tervezője.

## Munkássága
Karrierje a Pink Floyd második albuma, az A Saucerful of Secrets borítójának elkészítésével kezdődött. Leghíresebb alkotása a Pink Floyd legendás lemeze a The Dark Side of the Moon borítója, amit a kritikusok a valaha volt egyik legjobb borítóként tartanak számon. Munkamódszerére az volt jellemző, hogy gyakran kivette a tárgyakat hagyományos környezetükből, és egy óriási térbe helyezte azokat, ahol nehézkes ugyan a megjelenésük, de közben kihangsúlyozza szépségüket. Olyan egyedi képi világot alkotott ezzel, amely jelentéseiben épp oly gazdag, mint azok az albumok, melyekre rákerültek a képek. Thorgerson munkáiról számos könyv jelent meg.

## Munkái

### Lemezborítók

#### A Hipgnosis tagjaként
- 10cc:
  - How Dare You! (1975)
  - Deceptive Bends (1977)
- AC/DC
  - Dirty Deeds Done Dirt Cheap (1981)
- Black Sabbath
  - Technical Ecstasy (1976)
- Brand X
  - Moroccan Roll (1975)
- Peter Gabriel:
  - Peter Gabriel (I) (1977)
  - Peter Gabriel (II) (1978)
  - Peter Gabriel (III) (1979)
- David Gilmour:
  - David Gilmour (1978)
- Led Zeppelin:
  - Houses of the Holy (1973)
  - Presence (1977)
  - In Through the Out Door (1979)
- Nick Mason
  - Fictitious Sports (1981)
- The Nice
  - Elegy (1971)
- Pink Floyd:
  - A Saucerful of Secrets (1968)
  - Music from the Film More (1969)
  - Ummagumma (1969)
  - Atom Heart Mother (1970)
  - Meddle (1971)
  - Obscured by Clouds (1972)
  - The Dark Side of the Moon (1973)
  - Wish You Were Here (1975)
  - Animals (1977)
  - A Collection of Great Dance Songs (1981) (TCP néven – Thorgerson, Christopherson és Powell)
- Quatermass:
  - Quatermass (1970)
- Styx:
  - Pieces of Eight (1978)

#### Szóló munkák
- Anthrax
  - Stomp 442 (1995)
- Audioslave
  - Audioslave (2002)
- Catherine Wheel
  - Chrome (1993)
  - Happy Days (1995)
  - Like Cats and Dogs (válogatás) (1996)
  - Adam and Eve (1997)
  - Wishville (2000)
- Biffy Clyro
  - Puzzle (2007)
  - Saturday Superhouse (2007)
  - Living is a Problem Because Everything Dies (2007)
- The Cranberries
  - Bury the Hatchet (1999)
  - Wake Up and Smell the Coffee (2001)
- Bruce Dickinson
  - Skunkworks (1996)
- Dream Theater
  - Falling into Infinity (1997)
  - Once in a LIVEtime (1998)
  - 5 Years in a LIVEtime (1998)
- Ian Dury and The Blockheads
  - Mr. Love Pants (1998)
- Ellis, Beggs, & Howard
  - Homelands (1989)
- Ethnix
  - Home Is Where the Head Is (2002)
- Europe
  - Secret Society (2006)
- David Gilmour
  - About Face (1984)
    - Blue Light and All Lovers Are Deranged music videos (1984)

  - David Gilmour in Concert DVD (2002)
- The Mars Volta
  - De-Loused in the Comatorium (2003)
  - Frances the Mute (2005)
- Muse
  - Absolution (2003)
    - Butterflies and Hurricanes kislemez (2004)

  - Black Holes & Revelations (2006)
- Alan Parsons
  - Try Anything Once (1993)
  - On Air (1996)
  - The Time Machine (1999)
- Phish
  - Slip Stitch and Pass (1997)
- Pink Floyd
  - A Momentary Lapse of Reason (1987)
    - Learning to Fly videóklip (1987)

  - Delicate Sound of Thunder (1988)
  - Shine On (1992)
  - The Division Bell (1994)
    - High Hopes videóklip (1994)

  - P•U•L•S•E (1995)
  - Is There Anybody Out There? The Wall Live 1980-81 (2000)
  - Echoes: The Best of Pink Floyd (2001)
- Program the Dead
  - Program the Dead (2005)
- The Offspring
  - Splinter (2003)
- Thornley
  - Come Again (2004)
- Umphrey's McGee
  - Safety in Numbers (2006)
  - The Bottom Half (2007)
- Ween
  - The Mollusk (1997)
- Rick Wright
  - Broken China (1996)
- Yourcodenameis:milo
  - Rapt. Dept. (2005)
  - 17 (2005)
  - Ignoto (2005)